# Gūgen
Dans la culture japonaise, le principe du gūgen évite toute posture tranchée et juxtapose les discours. L'art du gūgen consiste à exhiber les discours en leur variété, les disposer pour signaler le talent de leur créateur en refusant d'endosser l'un plus que l'autre et de privilégier une valeur quelconque.
Le terme est employé dans l'introduction de L'homme qui ne vécut que pour aimer de Saikaku, introduction rédigée par Gérard Siary.